# اريك ساندرز
اريك ساندرز (بالإنجليزية: Eric Sanders)‏ هو مدرب رياضي أمريكي، ولد في 1983 في سان فرانسيسكو في الولايات المتحدة.